# Caucus presidenciales republicanos de Iowa de 2024
Los caucus presidenciales republicanos de Iowa de 2024 se celebraron el 15 de enero de 2024, como parte de las primarias del Partido Republicano para las elecciones presidenciales de 2024. Se asignaron 40 delegados a la Convención Nacional Republicana de 2024 de forma proporcional. Al igual que en ciclos de primarias anteriores, los caucus de Iowa fueron los primeros caucus de primarias presidenciales republicanas de la nación.
La Associated Press proyectó que Donald Trump ganó los caucus de Iowa. NBC proyectó que Trump ganaría al menos 20 delegados, DeSantis 9, Haley 8 y Ramaswamy ganaría 3. Trump ganó en todos los condados de Iowa, excepto el condado de Johnson, que perdió ante Haley por un voto.
Tras quedar en cuarto lugar, Ramaswamy decidió suspender su campaña y darle su apoyo a Trump. Asa Hutchinson, que terminó con menos del 1% de los votos, se retiró al día siguiente.

## Antecedentes
A partir de 1972, los caucus de Iowa se han caracterizado por ser la primera prueba electoral importante para los contendientes presidenciales republicanos. A pesar de su importancia estratégica, entre 1976 y 2016, solo tres de los ocho ganadores de los caucus de Iowa recibieron la nominación presidencial republicana.

## Electorado
Se ha argumentado que los caucus republicanos de Iowa sirven efectivamente como “referéndums” sobre quién es el candidato socialmente más conservador en el campo republicano.
Los comentaristas han señalado el papel decisivo de los asistentes a las asambleas protestantes evangélicas en contiendas pasadas. La victoria de los conservadores sociales Mike Huckabee, Rick Santorum, Ted Cruz y Donald Trump en los caucus de Iowa de 2008, 2012, 2016 y 2020, respectivamente, se atribuyó a un fuerte apoyo entre los votantes evangélicos.

## Procedimiento
Los delegados se asignan proporcionalmente a los candidatos en función del voto estatal. A diferencia de la mayoría de los estados, no hay un umbral mínimo para que un candidato sea elegible para delegados.

## Resultados
| Candidato                 | Votos   | %     | Delegados |
| ------------------------- | ------- | ----- | --------- |
| Donald Trump              | 56,243  | 51,00 | 20        |
| Ron DeSantis              | 23,491  | 21,30 | 9         |
| Nikki Haley               | 21,027  | 19,07 | 8         |
| Vivek Ramaswamy           | 8,430   | 7,64  | 3         |
| Ryan Binkley              | 768     | 0,70  | -         |
| Asa Hutchinson            | 188     | 0,17  | -         |
| Otros                     | 90      | 0,08  | -         |
| Chris Christie (retirado) | 35      | 0,03  | -         |
|                           |         |       |           |
| Total                     | 110,272 | 100   | 40        |
|                           |         |       |           |
| Fuente:                   |         |       |           |

| Predecesora: — | Primarias Republicanas de 2024 15 de enero de 2024 | Sucesora: Nuevo Hampshire (23 de enero) |